# Venetica
Venetica è un videogioco di ruolo per Microsoft Windows, Xbox 360 e PlayStation 3 pubblicato nel 2009.

## Trama
Nel mondo di Venetica, la morte è impersonata da un essere vivente in carne ed ossa che esegue le volontà del Corpus, antico concilio sconosciuto ai più. Ogni generazione del concilio ha il compito di scegliere il successore dell'attuale portatore di morte. L'ultimo successore scelto dal Corpus è un furbo negromante, che persegue l'obiettivo di portare distruzione e morte nel mondo, prendendo il posto del suo predecessore e del Corpus. Sulla sua strada si scontrerà con Scarlett, figlia dell'attuale incarnazione della morte, che non conosce ancora le sue origini e i suoi poteri nascosti.

## Modalità di gioco
Il compito del giocatore è quello di guidare la protagonista Scarlett attraverso ampi scenari affrontando i numerosi nemici che si incontreranno lungo il cammino tramite l'utilizzo di semplici combo, magie e azioni speciali che bisognerà sviluppare nel corso del gioco.

## Sviluppo
Il gioco è stato annunciato il 27 maggio 2008 con un comunicato dal publisher tedesco DTP Entertainment; è stato anche pubblicato un trailer.

## Accoglienza
La versione originale uscita per Microsoft Windows nel 2009 fu criticata per avere una realizzazione tecnica mediocre, sia nella progettazione delle ambientazioni che della grafica, oltre che per la trama definita come "scialba".